# Sofie De Vuyst
Sofie De Vuyst (Zottegem, Flandes Oriental, 2 d'abril de 1987) és una ciclista belga professional des del 2008 i actualment a l'equip Lares-Waowdeals. Ha guanyat tres cops la Lotto Cycling Cup.
És parella del també ciclista Bart De Clercq.